# سوسک کک سیب‌زمینی
سوسک کک سیب‌زمینی با (نام علمی: Epitrix cucumeris) یکی از گونه‌های سوسک کک و از راسته قاب‌بالان و جزو خانواده سوسک برگ می‌باشد.

## کنترل
ترکیب بردو ماده استاندارد کنترل سوسک کک و بیماری‌های سیب‌زمینی پشندی در نیوجرسی است. ترکیب بردو سال‌هاست که برای بیماری‌های سیب‌زمینی و نیز سوسک کک توصیه می‌شود.
ترکیب بردو دافع سوسک کک است.
این حشره علاوه بر سیب‌زمینی، روی کلم، شلغم و تربچه و نیز گوجه‌فرنگی هجوم می‌آورد. بردو دافع سوسک کک است و آسیب حشره را کاهش می‌دهد. اسپری ترکیب بُردو کنترل خوبی بر روی این حشره است. لارو سوسک کک به غده‌های سیب‌زمینی آسیب بسیاری وارد می‌کند.